# Ratoath
Ratoath (irl. Ráth Tó) – miasto w hrabstwie Meath w Irlandii. Położone przy skrzyżowaniu dróg krajowych R125 i R155. W 2011 roku liczba mieszkańców wynosiła 9 043 osób. Przez miasto przepływa rzeka Meadow (irl. An Gabhair).